# 弥次ヱ町
弥次ヱ町（やじえちょう）は、愛知県名古屋市南区の地名。現行行政地名は弥次ヱ町1丁目から弥次ヱ町5丁目。住居表示未実施。

## 地理
名古屋市南区中央部に位置する。西は港東通・北頭町・中割町、南は浜田町、北は東又兵ヱ町・浜中町に接する。

## 歴史

### 町名の由来
弥次衛新田の名に由来する。弥次衛新田は開発者の名前弥次右衛門から採ったものである。

### 沿革
- 1950年（昭和25年）5月1日 - 南区笠寺町・本星崎町の各一部により、同区弥次ヱ町として成立する[1]。
- 1952年（昭和27年）5月1日 - 南区笠寺町の一部を編入する[1]。また、一部が浜中町[4]・前浜通[1]にそれぞれ編入される。
- 1960年（昭和35年）3月20日 - 一部が南区東又兵ヱ町となる[4]。

## 世帯数と人口
2019年（平成31年）4月1日現在の世帯数と人口は以下の通りである。
| 町丁     | 世帯数    | 人口    |
| -------- | --------- | ------- |
| 弥次ヱ町 | 1,011世帯 | 1,662人 |

### 人口の変遷
国勢調査による人口の推移
| 2000年（平成12年） | 1,051人 | [ WEB 6 ] |  |
| 2005年（平成17年） | 1,347人 | [ WEB 7 ] |  |
| 2010年（平成22年） | 1,688人 | [ WEB 8 ] |  |
| 2015年（平成27年） | 1,681人 | [ WEB 9 ] |  |

## 学区
市立小・中学校に通う場合、学校等は以下の通りとなる。また、公立高等学校に通う場合の学区は以下の通りとなる。
| 番・番地等 | 小学校             | 中学校               | 高等学校 |
| ---------- | ------------------ | -------------------- | -------- |
| 全域       | 名古屋市立宝小学校 | 名古屋市立南光中学校 | 尾張学区 |

## 交通
- 国道23号（名四国道）[2]

最寄り駅は東海道本線笠寺駅。バスは名古屋市営バスの神宮12系統（北頭バス停、浜田町バス停）、新瑞13・新瑞14・神宮16・南巡回系統（北頭バス停、日本ガイシスポーツプラザバス停）

## 施設
- 名古屋市営弥次ヱ荘[3]
- 名古屋市営新弥次ヱ荘[3]
- 弥次衛公園[2]

1956年（昭和31年）10月15日供用開始。
- やじえ緑地

1990年（平成2年）4月1日供用開始。

## その他

### 日本郵便
- 郵便番号 : 457-0821[WEB 3]（集配局：名古屋南郵便局[WEB 13]）。

### WEB
1. 1 2  “愛知県名古屋市南区の町丁・字一覧”.   人口統計ラボ. 2017年10月7日閲覧。
2. 1 2  “町・丁目(大字)別、年齢(10歳階級)別公簿人口(全市・区別)”.   名古屋市 (2019年4月22日). 2019年4月23日閲覧。
3. 1 2  “郵便番号”.  日本郵便. 2019年3月17日閲覧。
4. ↑  “市外局番の一覧”.   総務省. 2019年1月6日閲覧。
5. ↑  名古屋市役所市民経済局地域振興部住民課町名表示係 (2015年10月21日). “南区の町名一覧”.   名古屋市. 2017年10月7日閲覧。
6. ↑  名古屋市役所総務局企画部統計課統計係 (2005年7月1日). “（刊行物）名古屋の町(大字)・丁目別人口 (平成12年国勢調査) 南区” (XLS). 2017年10月8日閲覧。
7. ↑  名古屋市役所総務局企画部統計課統計係 (2007年6月29日). “平成17年国勢調査　名古屋の町(大字)別・年齢別人口 南区” (XLS). 2017年10月8日閲覧。
8. ↑  名古屋市役所総務局企画部統計課統計係 (2012年6月29日). “平成22年国勢調査　名古屋の町(大字)別・年齢別人口 南区” (XLS). 2017年10月8日閲覧。
9. ↑  名古屋市役所総務局企画部統計課統計係 (2017年7月7日). “平成27年国勢調査　名古屋の町(大字)別・年齢別人口” (XLS). 2017年10月8日閲覧。
10. ↑  “市立小・中学校の通学区域一覧”.   名古屋市 (2018年11月10日). 2019年1月14日閲覧。
11. ↑  “平成29年度以降の愛知県公立高等学校（全日制課程）入学者選抜における通学区域並びに群及びグループ分け案について”.   愛知県教育委員会 (2015年2月16日). 2019年1月14日閲覧。
12. 1 2  “都市公園の名称、位置及び区域並びに供用開始の期日” (2019年5月1日). 2019年11月3日閲覧。
13. ↑  “郵便番号簿 2018年度版” (PDF).   日本郵便. 2019年4月23日閲覧。

### 文献
1. 1 2 3 4  名古屋市計画局 1992, p. 854.
2. 1 2 3 4  「角川日本地名大辞典」編纂委員会 1989, p. 1546.
3. 1 2 3 4  名古屋市計画局 1992, p. 591.
4. 1 2  名古屋市計画局 1992, p. 853.